# Aulnoy-lez-Valenciennes

Aulnoy-lez-Valenciennes este o comună în departamentul Nord, Franța. În 1 ianuarie 2022 avea o populație de 7.125 de locuitori.